# Clémentine Delauney
Clémentine Delauney (nacida en Lyon el 11 de febrero de 1987) es una cantante soprano francesa, vocalista femenina actual de la banda austriaca de metal sinfónico Visions of Atlantis, la co-vocalista de la banda internacional de versiones Exit Eden, y la exvocalista de Serenity.

## Carrera musical
También es conocida por haber sido la vocalista de la banda francesa de metal filarmónico Whyzdom desde finales de 2010 a principios de 2012. Delauney hizo colaboraciones con la banda austriaca de metal sinfónico Serenity, y posteriormente, después de su salida de Whyzdom se convirtió en su vocalista femenina oficial desde 2013 hasta principios de 2015.
En 2013, tras la salida de Maxi Nil de Visions of Atlantis ella tomó su lugar y a principios de 2015, cuando en su página oficial de Facebook publicó sobre su salida de Serenity también habló de un nuevo álbum con Visions of Atlantis. Tras mucho tiempo, The Deep & the Dark fue publicado en el 2018.
En 2017 Delauney fue invitada a unirse a Exit Eden, banda de versiones fundada por Amanda Somerville, junto a Marina La Torraca y Anna Brunner. Rhapsodies in Black fue publicado en el 2017, incluyendo versiones de artistas como Madonna, Adele o Katy Perry.
Otros trabajos notables incluyen sus colaboraciones con la banda francesa de opera metal Melted Space.

## Trivia

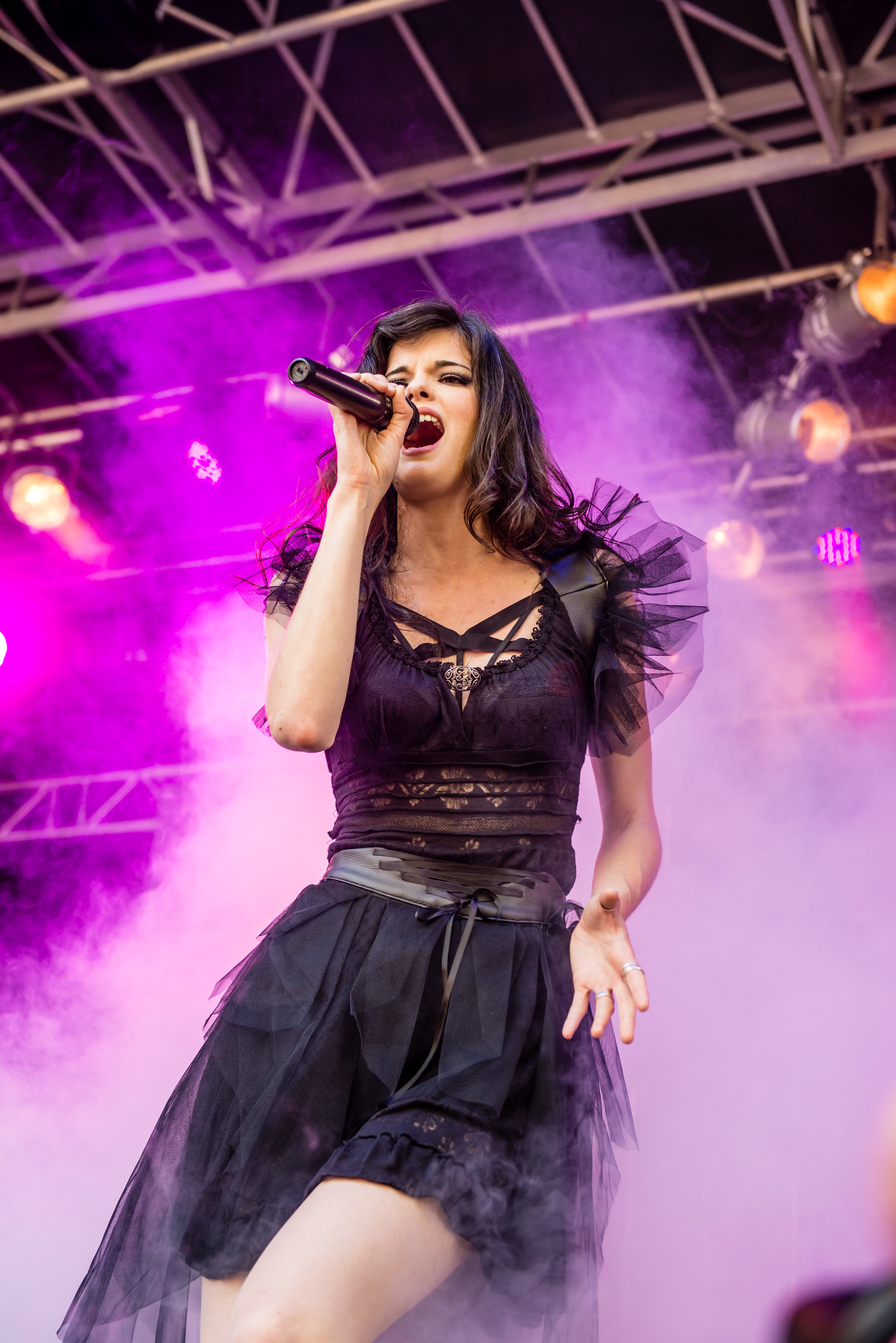
Delauney en concierto (2015)

Delauney lleva una vida vegana.

## Discografía

### Serenity
Álbumes de estudio
- War of Ages (2013)

Singles
- Wings of Madness (2013)

### Visions of Atlantis
Álbumes de estudio
- The Deep and the Dark (2018)
- Wanderers (2019)
- Pirates (2022)

EPs
- Old Routes - New Waters (2016)

Singles
- Return to Lemuria (2017)
- The Deep and the Dark (2018)
- Heroes of the Dawn (2019)
- A Journey to Remember (2019)
- Nothing Lasts Forever (2019)

### Exit Eden
Álbumes de estudio
- Rhapsodies in Black (2017)
- Femme Fatales (2024)

### Melted Space
Álbumes de estudio
- The Great Lie (2015)
- Darkening Light (2018)

### Apariciones especiales
- Adam's Eve and the Mammoth of Eden (EP) (Hamerah, 2009) voz de fondo en "Apocalypse 1.1-3.22"
- Tales of the Sands (Myrath, 2011) voz en "Under Siege"